# Indogangeska nizina
Indogangeska nizina je prirodna pokrajina i naplavna ravnica oko rijeka Ind, Ganges i Brahmaputra smještena između Himalaja i zaravni Dekan. 
Cijeli kraj gusto je naseljen zahvaljujući vlažnim monsunskim vjetrovima, koji najviše kiše donose tijekom ljeta, što je čini najvažnijim poljoprivrednim krajem i gospodarskom okosnicom Indijske Unije i Pakistana. 